# Het mysterie van de koude schouder
Het mysterie van de koude schouder is een nummer van de Nederlandse hiphopgroep De Jeugd van Tegenwoordig uit 2014. Het is de vijfde single van hun vierde studioalbum “Ja, Natúúrlijk!”.
"Het mysterie van de koude schouder" gaat over een relatie die niet meer lijkt te werken. Het nummer was minder succesvol dan de eerdere singles De formule en Een barkie. In Nederland bereikte het de 19e positie in de Tipparade, en in Vlaanderen de 59e positie in de Tipparade.
In tegenstelling tot de vorige singles van “Ja, Natúúrlijk!”, is bij dit nummer geen videoclip verschenen.
Voor het tributealbum De Jeugd Vertegenwoordigd heeft Frank Boeijen een cover van het nummer opgenomen.